# Płaska Turniczka

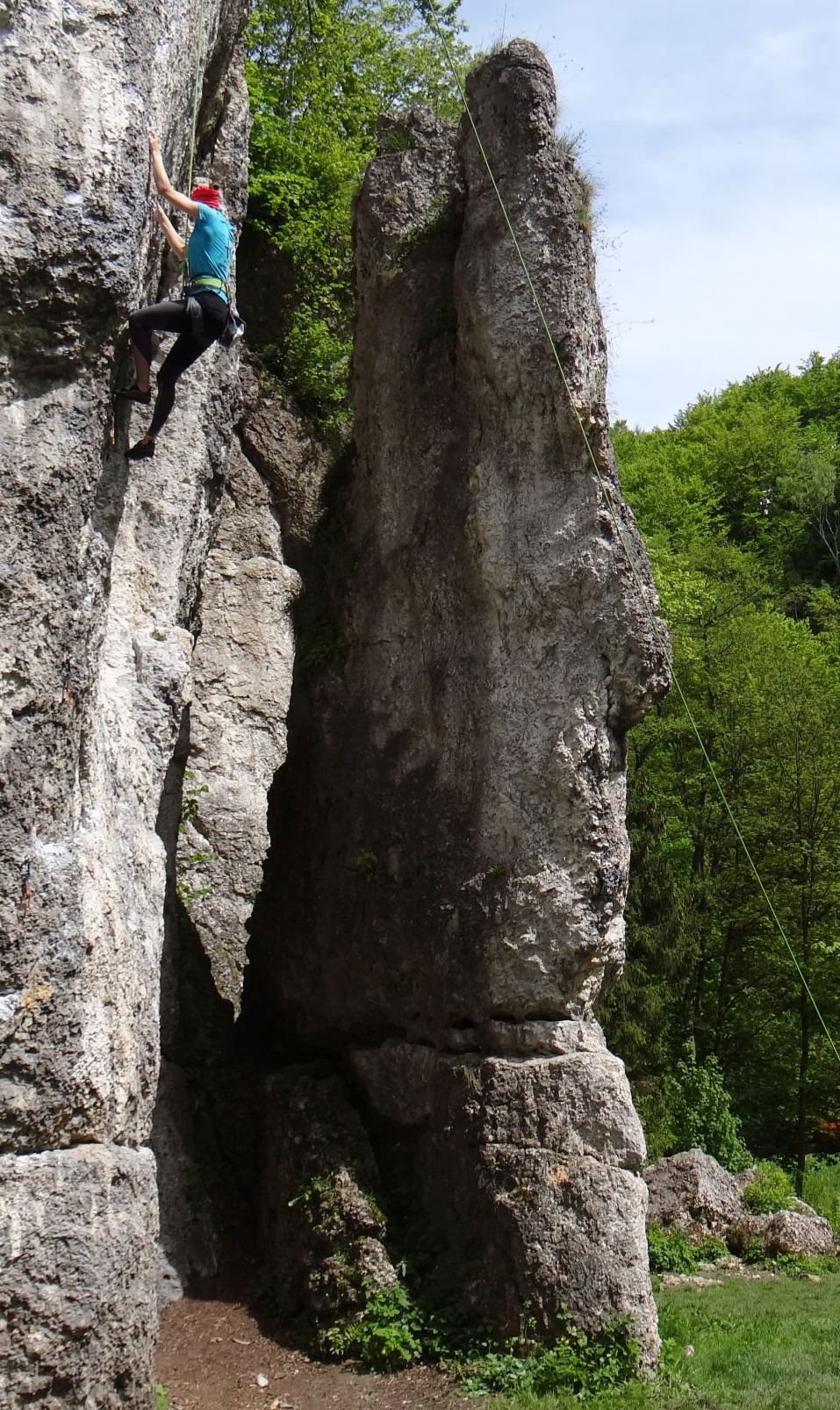
Dupa Słonia i Płaska Turniczka

Płaska Turniczka – skała w Dolinie Będkowskiej na Wyżynie Krakowsko-Częstochowskiej. Pod względem administracyjnym należy do wsi Łazy w województwie małopolskim, w powiecie krakowskim, w gminie Jerzmanowice-Przeginia. Skała znajduje się w środkowej części Doliny Będkowskiej, przy Brandysowej Polanie powstałej na rozszerzeniu dna bocznego wąwozu łączącego się z dnem doliny po orograficznie prawej stronie potoku Będkówka.

## Drogi wspinaczkowe
Na orograficznie lewym (północnym) skraju Brandysowej Polany są cztery skały. W kolejności od góry na dół są to: Turnia Lipczyńskiej, Dupa Słonia, Płaska Turniczka i Babka. Znajdują się na terenie prywatnym. Na wszystkich uprawiana jest wspinaczka skalna. Są to zbudowane z późnojurajskich wapieni skały o wysokości do 20 m i wszystkie są bardzo popularnymi obiektami wspinaczki skalnej. Płaska Turniczka znajdująca się tuż przed Dupą Słonia jest najniższą z nich. Ma wysokość 8 m i kształt igły skalnej. Są na niej cztery drogi wspinaczkowe o trudności od VI+ do VI.1+ w skali Kurtyki. Wszystkie mają zamontowane stałe punkty asekuracyjne: ringi (r) i stanowisko zjazdowe (st).
Płaska Turniczka I
1. Metaxa; 3r + st, VI.1+, 8 m

Płaska Turniczka II
1. Płetwalek; 3r + st, VI+, 8 m
2. 16 Jan Łary; 4r + st, VI.1+, 8 m
3. Wąska ryska; 3r + st, VI+, 8 m[4].